# Watt (Bodentyp)
Der Bodentyp Watt bildet sich auf Flächen, die zweimal täglich durch Gezeiten überschwemmt werden. In den gemäßigten Breiten sind das die Gebiete des namensgebenden Watts, auf denen sich kein Pflanzenwuchs befindet. Wattböden stehen in Deutschland, trotz der starken touristischen Bedeutung der Nordseeküste, noch weitgehend unter natürlichen Einflüssen. Der aus Meeressedimenten bestehende Boden weist zwei Horizonte auf, die sich farblich stark unterscheiden. In der Deutschen Bodensystematik wird er der Klasse I (Semisubhydrische Böden) zugeordnet. Die Abkürzung des Bodentyps lautet IW. In der internationalen Bodenklassifikation World Reference Base for Soil Resources (WRB) gehören das Watt überwiegend zu den Gleysolen mit Tidalic Qualifier.
Am Welttag des Bodens 2019 wurde dieser Bodentyp von der Kommission für Bodenschutz beim Umweltbundesamt als Boden des Jahres 2020 ausgerufen.

## Entstehung und Verbreitung
An flachen Küsten mit mehr oder weniger stark ausgeprägten Gezeiten liegen Böden vor, die periodisch (zweimal am Tag) trockenfallen. Durch den Strom der Gezeiten werden große Materialmengen verlagert. So ist der Boden einer beständigen Erosion und Sedimentation ausgesetzt. Neben der ständig bewegten Oberfläche kommt es durch das Meerwasser zu hohen Salzfrachten. In den gemäßigten Klimaten können sich unter diesen Bedingungen keine höheren Pflanzen ansiedeln, so dass die Watten hier völlig vegetationsfrei sind. In tropischen Regionen bilden sich auf den Flächen Mangrovenwälder.
Die mit Abstand größten Flächenanteile hat das marine Watt, in dem Meerwasser mit hohen Salzgehalten vorliegt. Kleine Flächen werden auch vom ästuaren Watt gebildet, bei dem Brack- oder Süßwasser ansteht. Diese Flächen liegen an den Rändern von Flüssen, deren Wasserstände unter Gezeiteneinfluss stehen.
Der Bereich der Nordseeküste ist eine der größten Wattenregionen der Welt.

## Horizontfolge

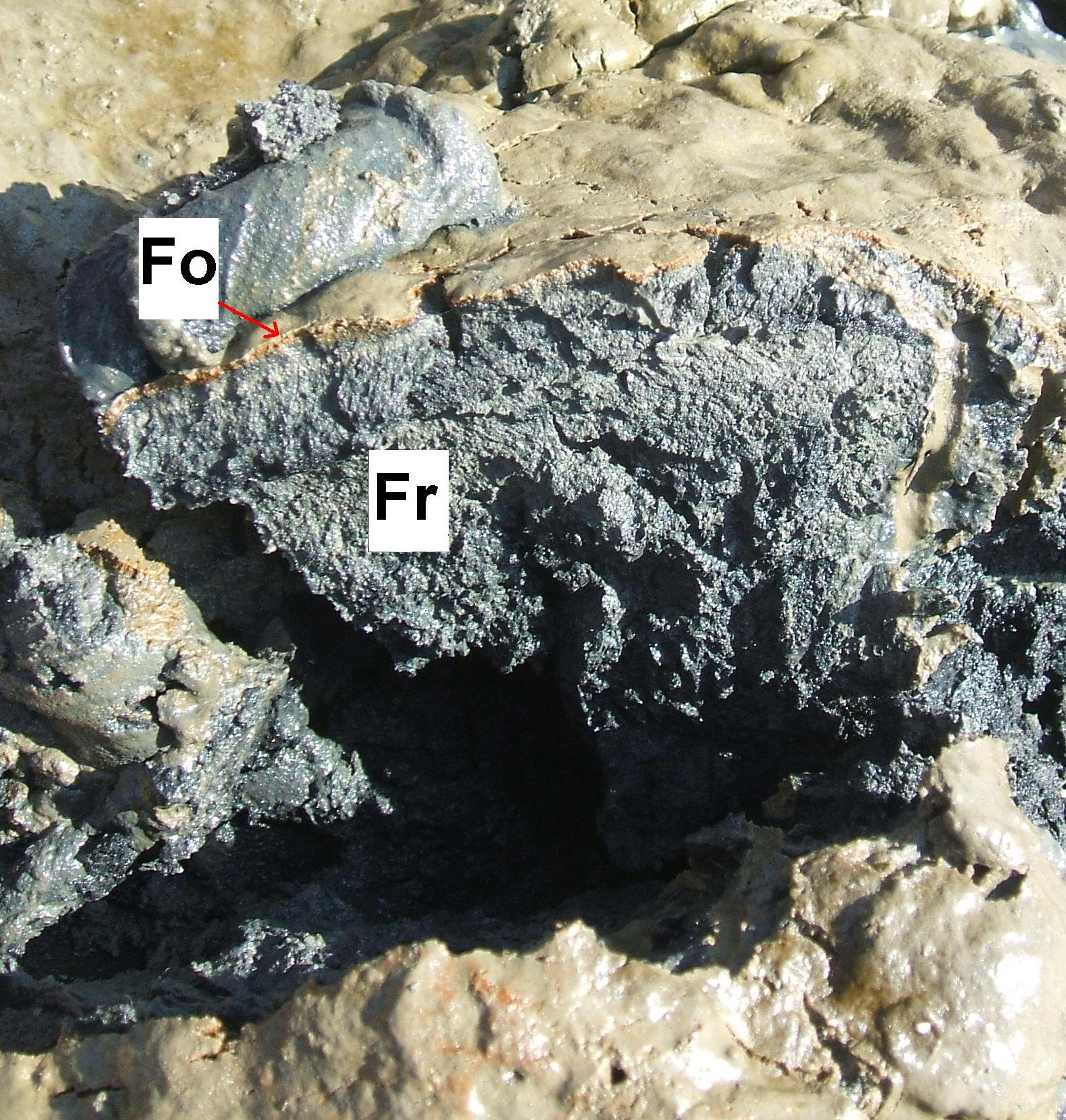
Aufgegrabener Wattboden mit Fo/Fr-Horizontierung

Die allgemeine Horizontierung des marinen Watts lautet: zFo/zFr
- zFo: An der Oberfläche liegt der nur wenige Millimeter mächtige, bräunliche bis intensiv orange zFo-Horizont. „F“ steht für einen Horizont am Gewässergrund mit in der Regel > 1 % organischer Substanz. Das vorgestellte „z“ bedeutet salzreich, was auf das Meerwasser zurückzuführen ist. Der nachgestellte Buchstabe weist auf das Redoxpotential des Bodens hin, das grob gesehen einen Anhaltspunkt für die Verfügbarkeit von Sauerstoff darstellt. Unmittelbar an der Oberfläche ist die Belüftung noch hoch. Die Bedingungen sind damit oxidativ („o“).

- zFr: Direkt darunter folgt der intensiv schwarze zFr-Horizont. Das „r“ steht für ein reduktives Redoxpotential. Die Belüftung ist damit schlecht, so dass der Boden sauerstofffrei (anaerob) ist. Der Boden dieses Horizonts riecht durch seinen meist deutlichen Schwefelwasserstoff-Gehalt intensiv nach faulen Eiern. Kommt das schwarze Bodenmaterial mit Luft in Kontakt, so oxidiert es relativ schnell, so dass es in wenigen Stunden so orange wie der zFo-Horizont wird.

Das ästuare Watt ähnelt dem marinen Watt sehr; weist aber wegen des Süßwassers keine Versalzung auf. Von daher fehlt der vorgestellte Buchstabe „z“, so dass die Horizontbezeichnung Fo/Fr lautet. 
Die intensive Schwarzfärbung weiter Bereiche des Bodens ist auf anaerobe Prozesse zurückzuführen. Durch die Gezeiten wird zweimal täglich organische Substanz abgelagert. Diese setzt sich nicht wie an Land aus harzigen oder holzigen Pflanzenteilen und größeren Tierkörpern zusammen, sondern besteht überwiegend aus zerschlagenen Zellen, klein geriebenen Algenresten und Plankton. Dieses Substrat ist sehr leicht zersetzbar. Von daher kommt es, sobald die Ebbe einsetzt, zu einem sprunghaften Abbau, der zu Sauerstoffmangel führt. Nur die obersten Millimeter des Bodens werden noch belüftet und bieten aerobe Bedingungen. Darunter fehlt der Sauerstoff und anaerobe Bakterien beginnen andere Substanzen zu veratmen. Mengenmäßig am bedeutendsten, da in großen Mengen vorhanden, sind Sulfate, die zu Sulfiden umgewandelt werden (Desulfurikation). Dabei entsteht der Schwefelwasserstoff, der für den Geruch des Watts verantwortlich ist, und das stark schwarz gefärbte Eisensulfid (FeS), das auch die Schwefeldynamik der Marschböden begründet. Bei sehr starkem Umsatz können die anaeroben Zonen bis an die Oberfläche des Watts stoßen, so dass sich die sogenannten „Schwarzen Flecken“ bilden. Der Boden ist nicht, wie in der Presse häufig geschrieben wird, tot, sondern anaerob. Schwarze Flecken deuten auf eine sehr hohe Nährstoffmenge hin.
Typisch für viele Wattböden ist ein hoher Kalkgehalt durch zerriebene Muschelschalen. Der pH-Wert des Bodens ist daher im oberen Bereich (ca. pH 7) angesiedelt.

## Nutzung
Wattböden sind hoch produktive Böden, die Nahrungsgrundlage vieler Lebewesen sind. Die deutsche Nordseeküste ist ein wichtiges Tourismusgebiet und wird auch von der ansässigen Bevölkerung genutzt. Trotz der vielfältigen Nutzung kann das Watt als ein Bereich mit starken natürlichen Einflüssen angesehen werden, der sich in großen Maßen selbst gestaltet. Das deutsche Wattenmeer ist Weltnaturerbe und Nationalpark.